# Rohrblatt

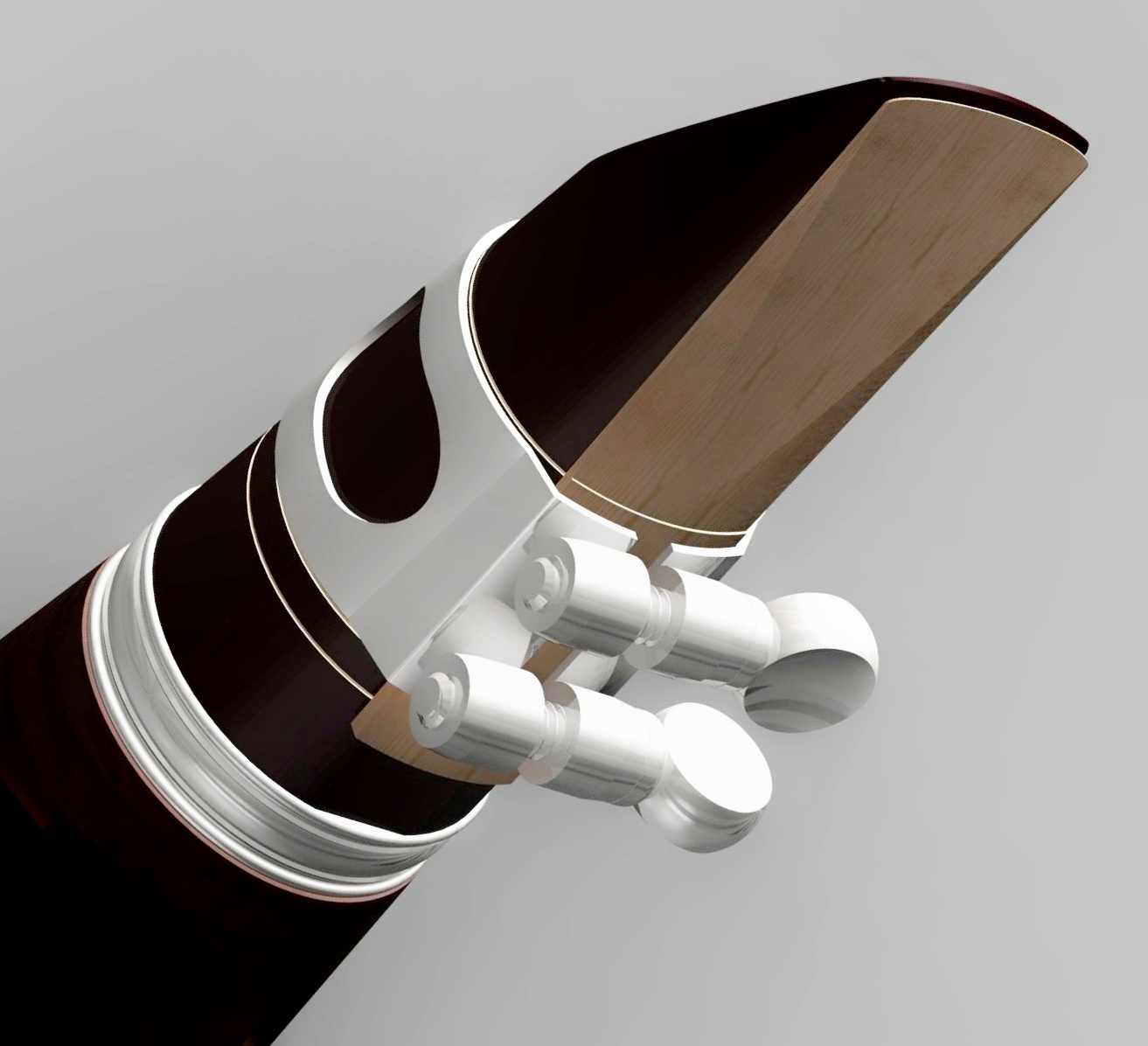
Klarinettenmundstück mit einfachem Rohrblatt (heteroglott) und Blatthalter

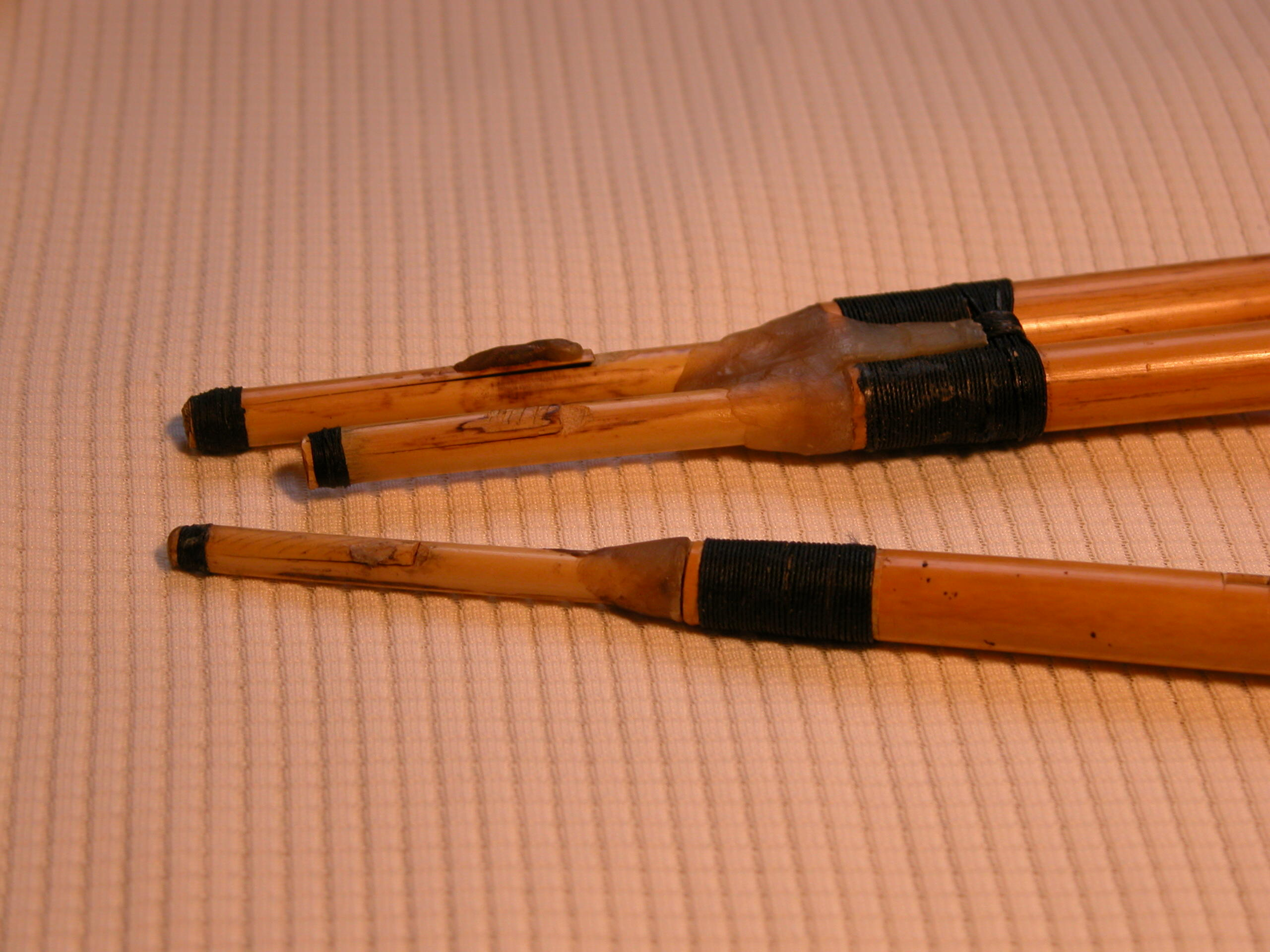
Einfachrohrblätter von Launeddas, geschabt, mit Wachs beschwert (idioglott)

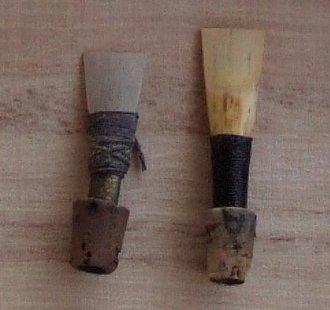
Mundstücke der bretonischen Bombarde mit Doppelrohrblatt

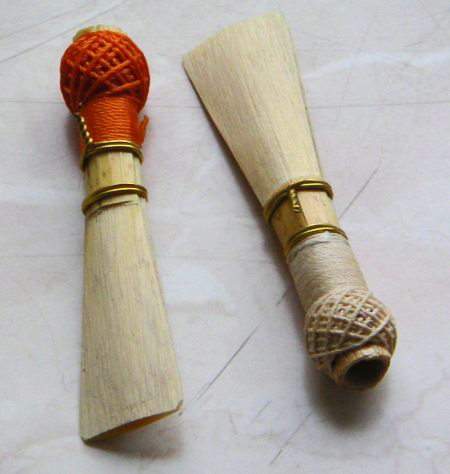
Doppelrohrblätter für das Fagott

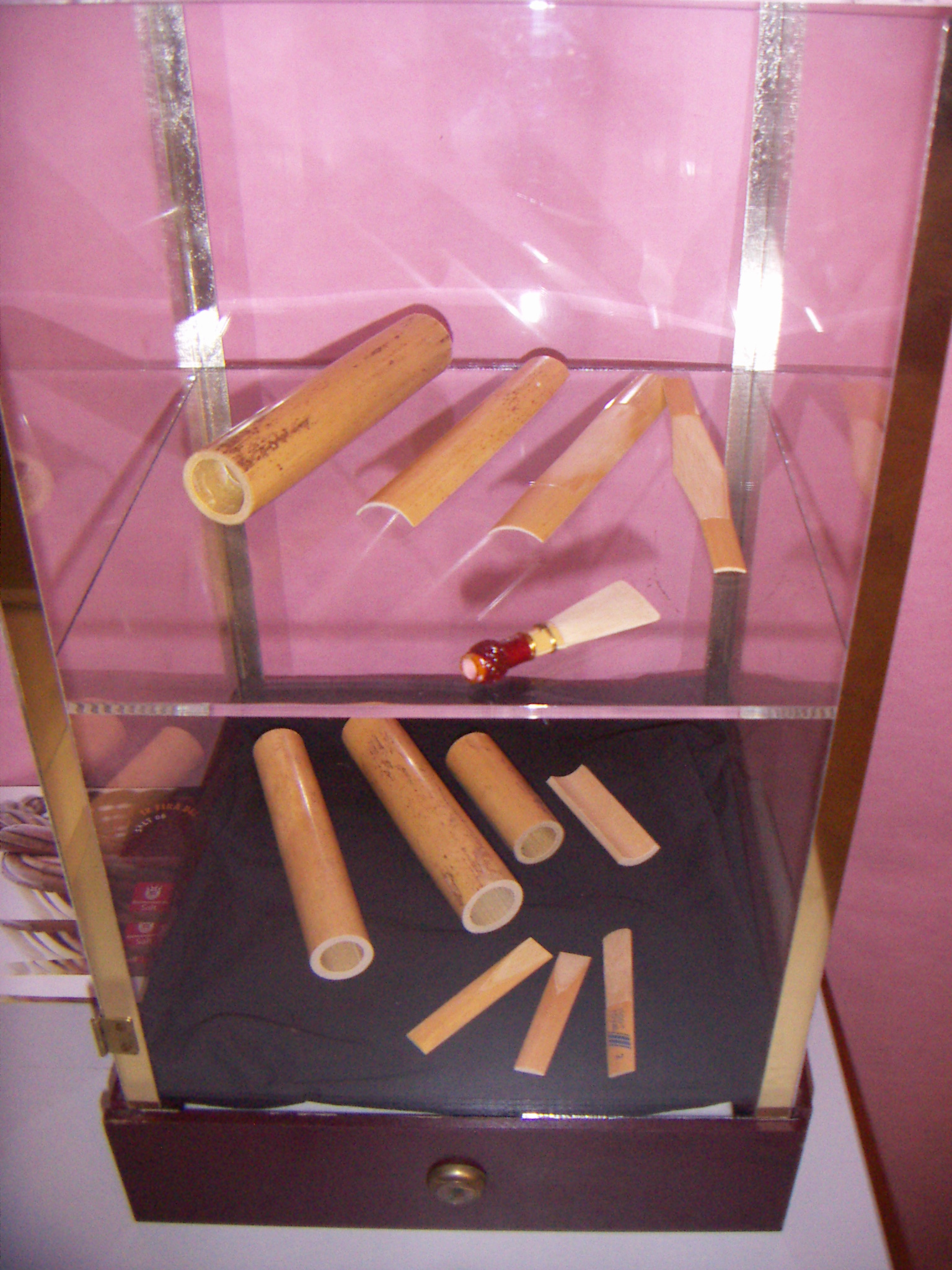
Herstellung von Rohrblättern für Fagott (oben) und Klarinette (unten)

Rohrblätter dienen bei vielen Blasinstrumenten zur Erzeugung des Tons. Sie bilden den schwingenden Teil des Instrumentenmundstücks. Sie bestehen meist aus Pfahlrohr oder Schilfrohr, selten aus einem anderen Naturstoff oder Kunststoff.
Die Tonerzeugung mit Hilfe eines Rohrblatts ist nach der Hornbostel-Sachs-Systematik das Merkmal der Rohrblattinstrumente (422), die gemeinsam mit der Gruppe der Flöten (421, Luftblattinstrumente) als Holzblasinstrumente zusammengefasst werden.
Rohrblätter gehören zu den tonerzeugenden Zungen. Das einfache Rohrblatt (Einfachrohrblatt, „Blatt“) ist eine aufschlagende Zunge, das doppelte Rohrblatt (Doppelrohrblatt, „Rohr“) eine Gegenschlagzunge.
Als durchschlagende Zungen, wie bei den Harmonikainstrumenten, werden Rohrblätter nicht verwendet.

## Formen und Art der Tonerzeugung

### Einfaches Rohrblatt
Für die einfachste (und älteste) Form des Einfachrohrblattes wird ein Pflanzenrohr oberhalb des natürlichen Knotens (internodiums) gekürzt und in die Wand des darunter liegenden Abschnitts eine Lamelle eingeschnitten (vgl. Abbildung Launeddas). So entsteht ein idioglottes Rohrblatt. Das bedeutet, dass die schwingende Zunge und die Öffnung, auf die sie aufschlägt, aus demselben Stück Rohr sind. Idioglotte Rohrblätter finden sich bei vielen traditionellen Einfachrohrblattinstrumenten (und bei vielen Sackpfeifen).
Moderne Einfachrohrblattinstrumente haben in der Regel ein heteroglottes Rohrblatt, das heißt ein flaches Blatt, das auf einem Mundstück befestigt wird, und von diesem wieder getrennt werden kann. Es ist auf einer Öffnung so angebracht, dass es leicht über ihren Rand hinaussteht und sie bis auf einen Spalt verschließt.

### Doppelrohrblatt
Die ursprüngliche Form des Doppelrohrblatts ist ein am oberen Ende flach gedrückter Halm bzw. ein flach gedrücktes Rohr. Durch seitliche Schnitte werden die beiden Rohrhälften am oberen Ende voneinander getrennt und bilden zwei gegenüberstehende Lamellen. Diese integrierte Form findet sich heute noch bei einigen traditionellen Doppelrohrblattinstrumenten.
Bei den meisten Doppelrohrblattinstrumenten wird das Rohrblatt hergestellt, indem von einem längeren Rohrstreifen das Material symmetrisch zur Mitte hin immer stärker abgetragen wird. Durch einen Schnitt in der Mitte werden die beiden Hälften getrennt und die dickeren Enden gegenüberstehend auf einem Rohr festgebunden oder in eine Hülse eingeklemmt.
Die oberen, dünn auslaufenden und leicht nach außen gewölbten Enden lassen im Ruhezustand einen schmalen Spalt frei. Durch diesen Spalt strömt beim Anblasen die Luft ins Rohr. Der Unterdruck der Strömung lässt die Zungen gegeneinander schlagen und so den Spalt schließen. Die Federwirkung der Zungen öffnet den Spalt wieder. Durch den Wechsel von Öffnen und Schließen gerät die Luft im Korpus des Instruments in Schwingung und der Ton erklingt.

### Schwingverhalten und Spielweise
Beim Anblasen des Einfachrohrblatts strömt der Luftstrom durch die Öffnung. Durch den von der Strömung erzeugten Unterdruck wird der Spalt verschlossen, der Luftstrom ist unterbrochen. Dadurch schwingt die Zunge in die Ausgangslage zurück, die Luft kann erneut durch die Öffnung streichen. Durch diesen Wechsel wird die Luftsäule im Instrument in Schwingung versetzt und der Ton entsteht.
Doppelrohrblätter und auch Einfachrohrblätter sind in ihrem Schwingverhalten wesentlich komplexer als einfache Zungen. Sie werden bevorzugt zu Schwingungen höherer Modi (Eigenfrequenzen) angeregt, das heißt, je nach den gegebenen Rahmenbedingungen für die Schwingung wird das Rohrblatt zu unterschiedlichen Schwingungen angeregt. Vereinfacht ausgedrückt schwingt das Blatt der Länge oder der Breite nach mit einem oder mehreren Knotenpunkten, ähnlich dem Schwingungsverhalten einer Geigendecke oder eines Trommelfelles.
Bei den traditionellen Einzel- und Doppelrohrblattinstrumenten umschließen die Lippen das Blatt unterhalb der frei schwingenden Blattzungen. So bildet die Mundhöhle ein Luftreservoir, aus dem die Luft gleichmäßig ins Instrument strömt. Ähnlich bilden die Windkapseln eine Kammer, in der das Blatt frei schwingt. Größere Windkapseln, z. B. aus Kürbiskalebassen wie beim Pungi, nähern sich in der Funktionsweise den Sackpfeifen.
In der traditionellen Spielweise werden die Instrumente nicht überblasen. Im Nahen Osten und in Asien werden sie häufig in Zirkularatmung gespielt.
Die modernen Instrumente werden dagegen „lippendirigiert“ angeblasen. Dabei werden die schwingenden Teile der Rohrblätter von den Lippen berührt. Durch Änderung von Druck und Stellung der Lippen kann der Ton moduliert und überblasen werden.

## Material

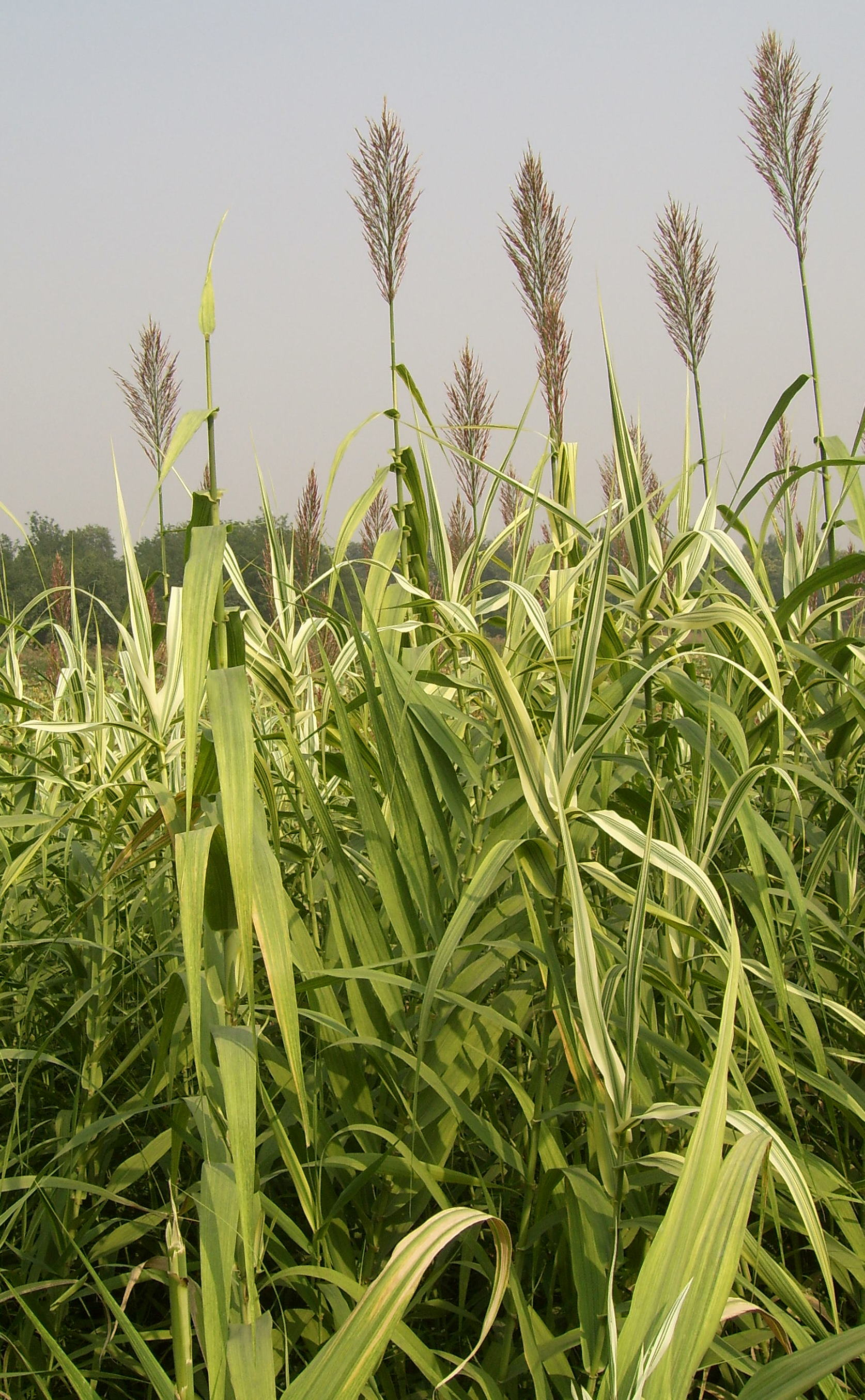
Pfahlrohr (Arundo donax)

Die Einfach- oder Doppelrohrblätter der Orchesterinstrumente und des Saxophons (sowie der historischen Instrumente aus Europa) werden seit dem 17. Jahrhundert aus Pfahlrohr hergestellt, das in Südfrankreich, Spanien und Argentinien wächst.
Einfache Rohrblätter (Einfachrohrblätter) gibt es im Handel in unterschiedlicher Dicke, die vor allem für Klarinetten und Saxophone in einer Skala von eins bis fünf angegeben wird, und aus verschiedenen Ländern und Schilfanbaugebieten, wobei jeder Bläser seine eigenen Präferenzen hat. Die Dickenangaben variieren jedoch von Hersteller zu Hersteller, so dass ein Rohrblatt von einem Hersteller nicht notwendigerweise genauso dick ist und auch nicht die gleichen Spieleigenschaften hat wie das von einem anderen Hersteller bei gleicher Dickenangabe. Die Blätter von Instrumenten der Klarinetten- und Saxophonfamilie werden häufig mithilfe eines Blatthalters gehalten und eingespannt.
Das Doppelrohrblatt wird bei höheren Ansprüchen an die Qualität häufig entweder vom Musiker selbst hergestellt oder als Rohware bezogen und selbst bearbeitet. Dadurch lässt sich das Doppelrohrblatt optimal an das vorhandene Instrument anpassen.
Entscheidend für Klang und Spielbarkeit von Rohrblättern sind die Materialdichte und der Verlauf der Dicke über die Länge und die Breite des Rohrblatts. Dünnere (Blattstärke 1–1,5), von Musikern auch als „weich“ oder „leicht“ bezeichnete Rohrblätter sind bequemer zu spielen und können leichter leise Töne erzeugen, haben aber mitunter eine schlechtere Klangqualität und überblasen leichter (oft auch unbeabsichtigt). Im Ensemblespiel ist mit dünneren Rohrblättern häufig eine einfachere Intonation möglich und die Instrumente verschmelzen eher zu einem Gesamtklang. Dickere (Blattstärke 2–2,5), von Musikern auch als „hart“ bezeichnete Rohrblätter sind mitunter schwierig zu intonieren, erlauben dafür aber eine größere Lautstärke und vor allem beim solistischen Spiel ein ausdrucksstärkeres Spiel. Vor allem im Ensemblespiel erfordern dickere Rohrblätter von den einzelnen Musikern ein hohes Maß an Tonkontrolle. Das Material reagiert auf Feuchtigkeit, es ist bei Doppelrohrblättern normalerweise nötig, das Rohrblatt unmittelbar vor dem Spielen zu wässern. Dabei wird üblicherweise nur der Bereich am offenen Zungenende in Wasser getaucht. Bei Einfachrohrblättern genügt hingegen oft ein kurzes Anfeuchten der Blattspitze.
Die Funktion der Rohrblätter verändert sich durch den Gebrauch. Auch Luftfeuchtigkeit, Luftdruck und Temperatur spielen eine Rolle. Zunächst ist es wichtig, ein neues Blatt oder Rohr einzuspielen, es also durch Gebrauch an das gewünschte Schwingungsverhalten anzupassen, damit es gut funktioniert. Da das Material altert und brechen kann, können Rohrblätter nicht unbegrenzt verwendet werden. Die durchschnittliche Haltbarkeit kann je nach Häufigkeit und Art des Spielens zwischen wenigen Wochen und mehreren Monaten liegen. Bei Verwendung in Instrumenten mit Windkapsel (Sackpfeife, Rauschpfeife, Krummhorn) können Rohrblätter mehrere Jahre zuverlässig arbeiten.
Für die Rohrblätter traditioneller Instrumente werden jeweils lokal verfügbare Materialien verwendet: neben Schilfrohr und Bambus auch Schilfgras, Palmblätter, Holzspäne, Stroh, Federkiele und sogar Fischbein. Heute kommt auch Kunststoff zum Einsatz (z. B. Polystyrol aus Joghurtbechern). Für alle Rohrblattinstrumente gibt es auch dauerhafte Blätter aus verschiedenen Kunststoffen und Composit-Materialien wie Fiberglas, Polymer-Bambus-Gemisch, Polypropylen, Carbon, Hanf-Kunststoff-Gemisch.

## Rohrblattinstrumente

### Einfachrohrblatt
Einfachrohrblätter werden an den Mundstücken von Klarinetten und Saxophonen verwendet. Daneben gibt es in vielen Kulturen traditionelle Einfachrohrblattinstrumente mit idioglotten oder heteroglotten Blättern. Zu den ältesten Instrumenten mit Einfachrohrblatt gehören die heute noch verwendete Launeddas aus Sardinien und das Sipsi aus dem vorderen Orient.

### Doppelrohrblatt
Doppelrohrblätter werden bei den Orchesterinstrumenten Oboe, Englischhorn und Fagott verwendet, aber auch bei zahlreichen traditionellen Instrumenten, wie z. B. Suona, Zurna, Pi Chanai, Pi Or und in den Spielpfeifen vieler Sackpfeifen.
Die Geschichte der Rohrblattinstrumente lässt sich bis in die Antike verfolgen. Der antike Aulos, der aus zwei zugleich angeblasenen Spielröhren bestand, wurde sowohl mit Einzel- als auch mit Doppelrohrblatt gespielt. Rohrblattinstrumente werden stets längs angeblasen. Bis zur Mitte des 20. Jahrhunderts wurde kontrovers diskutiert, ob der heute mehrheitlich als Querflöte akzeptierte antike Plagiaulos mit Doppelrohrblättern in seiner seitlich abstehenden Anblasröhre ausgestattet gewesen sein könnte.